# Jeppe Juel
Jeppe Juel, född 1975 på gården Engelstrup i Løgstør, Danmark, är en dansk travtränare och kusk. Han är son till travhästägarna Birthe och Niels Juel i Løgstør, och är en av Danmarks mest framgångsrika travtränare.

## Karriär
Juel fick redan som tioåring träna föräldrarnas hästar på familjens egen travbana på gården Engelstrup, och bestämde sig vid denna ålder att han skulle bli travtränare. Han genomgick studier på handelshögskolen och efter examen gjorde han praktik hos tränaren Birger Jørgensen i Århus innan han tillträdde en tjänst vid stuteriet Frøkjær i Charlottenlund, varefter han arbetade i tio år hos travtränaren Steen Juul.

### Framgångsrika hästar
Jeppe Juel har varit framgångsrik med bland andra hästarna Wishing Stone, Orali och Stelton. Både Wishing Stone och Orali har segrat i Copenhagen Cup, och Juel är den första dansk som har deltagit med två hästar i loppet Prix Themis på den franska nationalbanan Vincennes i Paris, vilket han gjorde den 27 december 2014 med hästarna Orali och Stelton. Han upprepade även bedriften i oktober 2018 med hästarna Onceforall Face och Tripolini VP. Hans bästa häst Orali avlivades 2017, vid eleva års ålder, på grund av problem med benen.

### Segrar och utmärkelser
Juel har vunnit över 1400 segrar och erhållit att antal utmärkelser, däribland Dansk Mästare 2006, 2015 och 2016, vidare Årets kusk i Danmark 2008, 2012 och 2014, samt Årets tränarchampion 2014 och 2015.

## Familj
Jeppe Juel är sedan 2015 sambo med den svenska travtränaren Sarah Bäckman, dotter till travtränaren Ulf Bäckman,  och tillsammans tränar de alla hästar som befinner sig på gården Engelstrup, vilken har 35 hästboxar.

## Större segrar i urval
| År   | Lopp                     | Häst           | Kusk         | Tränare        | Grupp   |
| ---- | ------------------------ | -------------- | ------------ | -------------- | ------- |
| 2009 | Malmö stads pris         | Laughing Stock | Jeppe Juel   | Morten Juul    | Grupp 2 |
| 2009 | Klosterskogen Grand Prix | Inzaghi        | Jeppe Juel   | Jeppe Juel     | Grupp 2 |
| 2012 | Copenhagen Cup           | Wishing Stone  | Jeppe Juel   | Bo Westergaard | Grupp 1 |
| 2013 | Axel Jensens Minneslopp  | Stelton        | Jeppe Juel   | Jeppe Juel     | Grupp 2 |
| 2014 | Europamatchen            | Stelton        | Jeppe Juel   | Jeppe Juel     | Grupp 2 |
| 2014 | Copenhagen Cup           | Orali          | Jeppe Juel   | Jeppe Juel     | Grupp 1 |
| 2016 | Habibs Minneslopp        | Twister Bi     | Jeppe Juel   | Jerry Riordan  | Grupp 2 |
| 2017 | Danskt Stoderby          | Bikini         | Peter Ingves | Jeppe Juel     | Grupp 1 |